# Chris Sheridan
Chris Sheridan, född 19 september 1967 på Filippinerna, är en amerikansk författare, TV-producent och emellanåt röstskådespelare, mest känd för sitt arbete med den tecknade serien Family Guy. Sheridan, som jobbat inom TV-branschen sedan 1994, flyttade redan som barn till USA och växte upp i Gilford, New Hampshire.
I Family Guy gör han bland annat rösten till den återkommande figuren James William Bottomtooth.
Bland de avsnitt i Family Guy Sheridan är upphovsman till (helt eller delvis) kan räknas: I Never Met the Dead Man, If I'm Dyin', I'm Lyin', Peter, Peter, Caviar Eater, I Am Peter, Hear Me Roar, He's Too Sexy for His Fat, Lethal Weapons, The Fat Guy Strangler, Peter's Daughter och Peter-assment